# Belgrade Pride
Belgrade Pride (srbsky Парада поноса у Београду, Parada ponosa u Beogradu) je každoroční gay pride, který se koná v srbském Bělehradě na oslavu leseb, gayů, bisexuálů a transgender lidí (LGBT) a jejich spojenců.
Po prvním pokusu v roce 2001, který se setkal s násilím chuligánů, zabránily úřady dalším snahám o uspořádání a registraci akce až do roku 2010, kdy byla opět uspořádána a čelila útokům, které si vyžádaly 100 zraněných. V roce 2013 Ústavní soud Srbska rozhodl, že zákaz z roku 2011 byl porušením ústavně zaručeného práva na svobodu shromažďování, a přiznal organizátorům odškodnění.
Třetí průvod se konal v roce 2014 (kdy se souběžně konal první bělehradský Trans Pride), aniž by došlo k nějakému významnému incidentu, a poté se akce koná každoročně, s výjimkou roku 2020 kvůli pandemii covidu-19. Od roku 2016 se v červnu pořádá druhý Pride známý jako Pride of Serbia, která připomíná Stonewallské nepokoje.
Na konferenci v Bilbao v roce 2019 byl Belgrade Pride vybrán jako hostitel Europride 2022 v konkurenci ILGA Portugal, Dublin Pride a Pride Barcelona. Bělehrad je prvním městem v regionu a zároveň prvním městem mimo Evropský hospodářský prostor, které tuto akci hostí.
27. srpna prezident Aleksandar Vučić oznámil, že nedovolí konání EuroPride, což zdůvodnil současným napětím mezi Srbskem a Kosovem, ekonomickými problémy a obavami, že by protestující homosexuálové mohli akci narušit. Organizátoři EuroPride toto rozhodnutí odsoudili a prohlásili, že akci přesto uskuteční. Vučić a srbská vláda nakonec 17. září schválili, že se průvod může konat, a podle odhadů se ho zúčastnilo 10 000 lidí. Incidenty během průvodu zorganizovali odpůrci Europride.

## Historie
Vůbec první pokus o uspořádání akce v Bělehradě se uskutečnil v roce 2001 po svržení režimu Slobodana Miloševiče, ale skončil násilným napadením organizátorů a účastníků ze strany sportovních fanoušků a krajně pravicových aktivistů. Po násilnostech v roce 2010 úřady přehlídku zakázaly s odvoláním na obavy o veřejný klid a pořádek. Ve stejné době natočil Srđan Dragojević vlivný tragikomický film Parade (2011), který přilákal značné množství diváků v Srbsku a bývalé Jugoslávii.
V průběhu let se postoj veřejnosti změnil a dvě třetiny účastníků výzkumu Obránců občanských práv výslovně podpořily právo uspořádat v Bělehradě pride.
V roce 2021 byly hlavním bodem programu žádosti o zavedení zákona o svazcích osob stejného pohlaví a důraznější oficiální reakce na nenávistné projevy a zločiny z nenávisti.

## Galerie

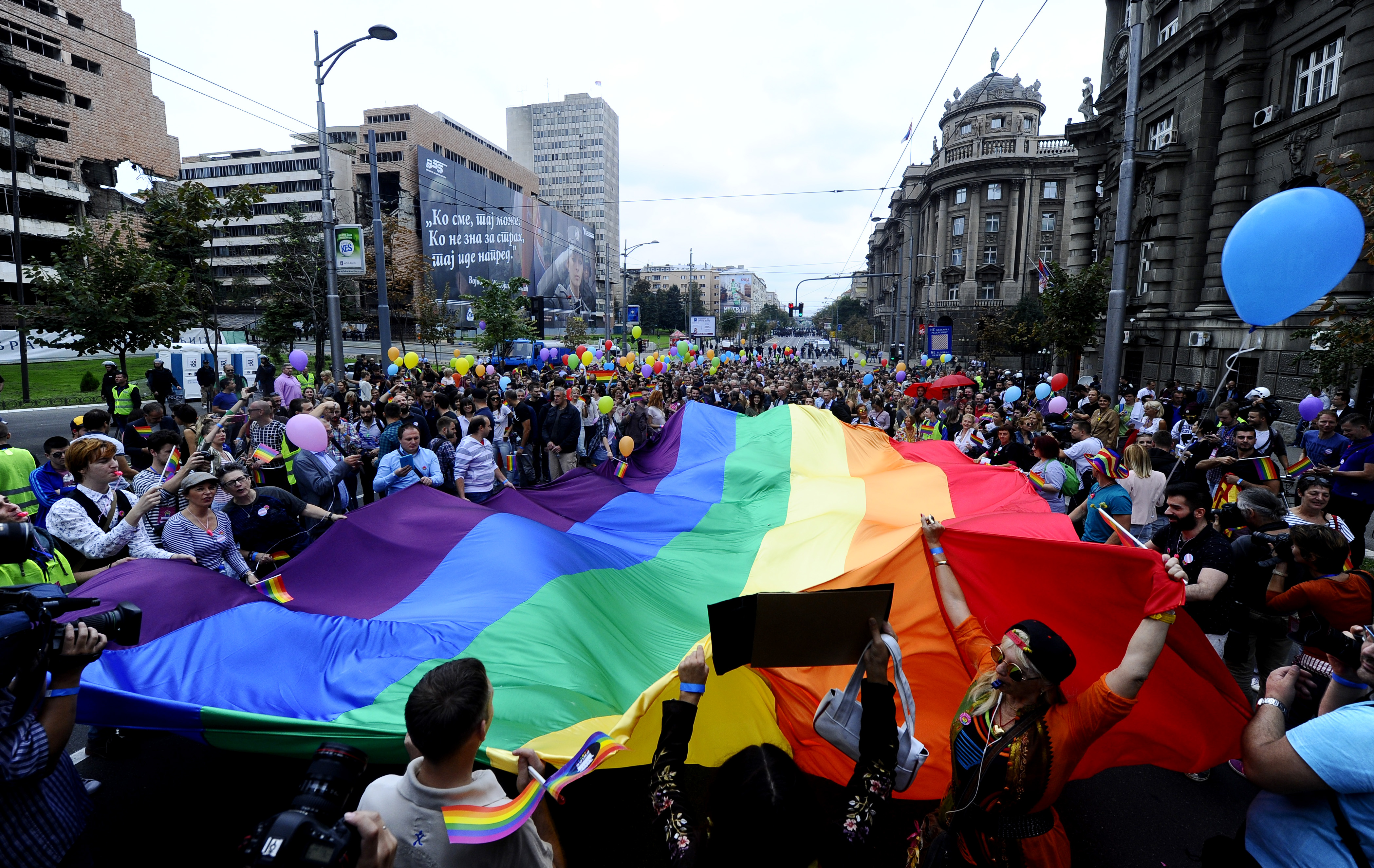
Belgrade Pride v roce 2015
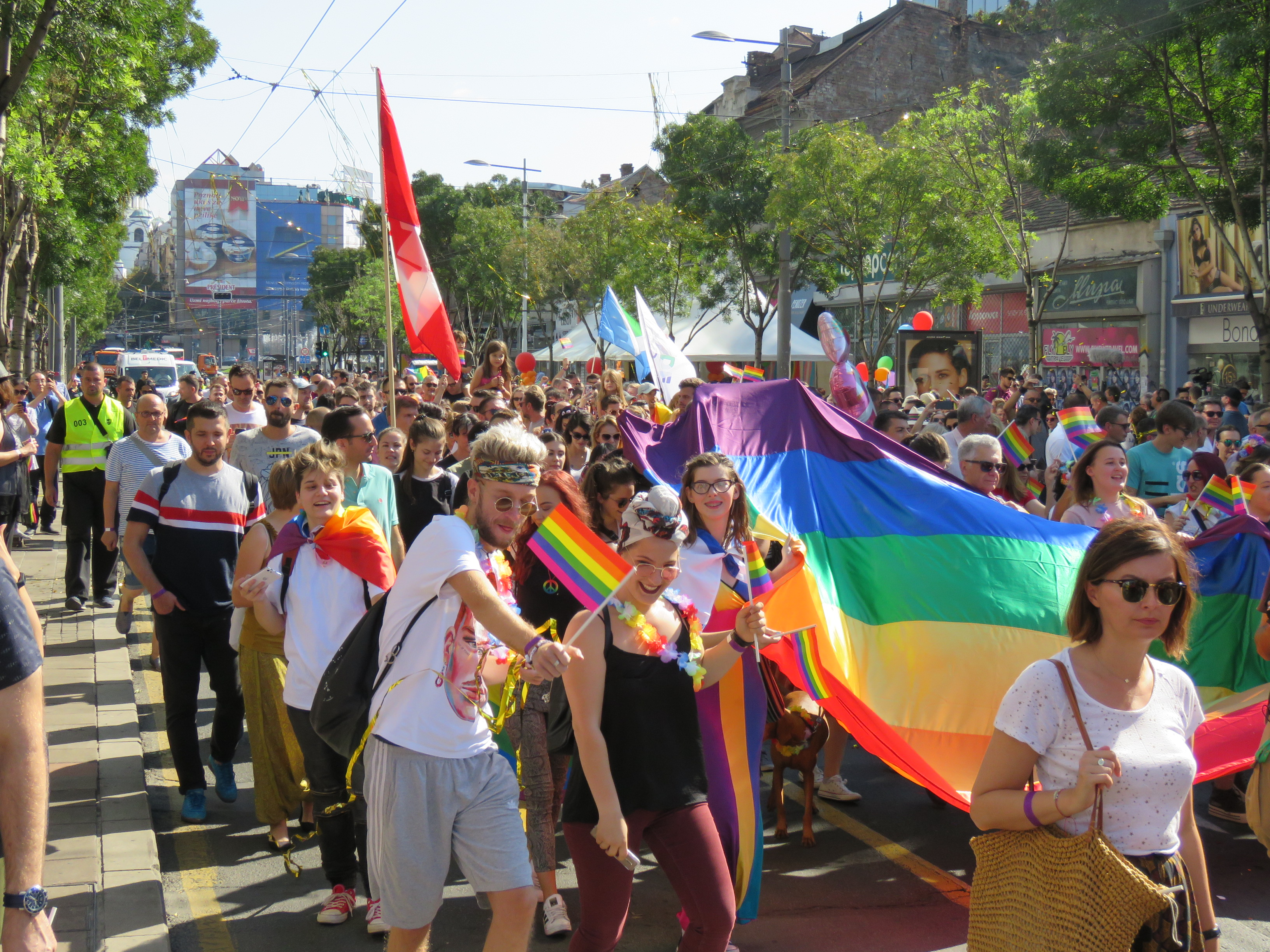
Belgrade Pride v roce 2018
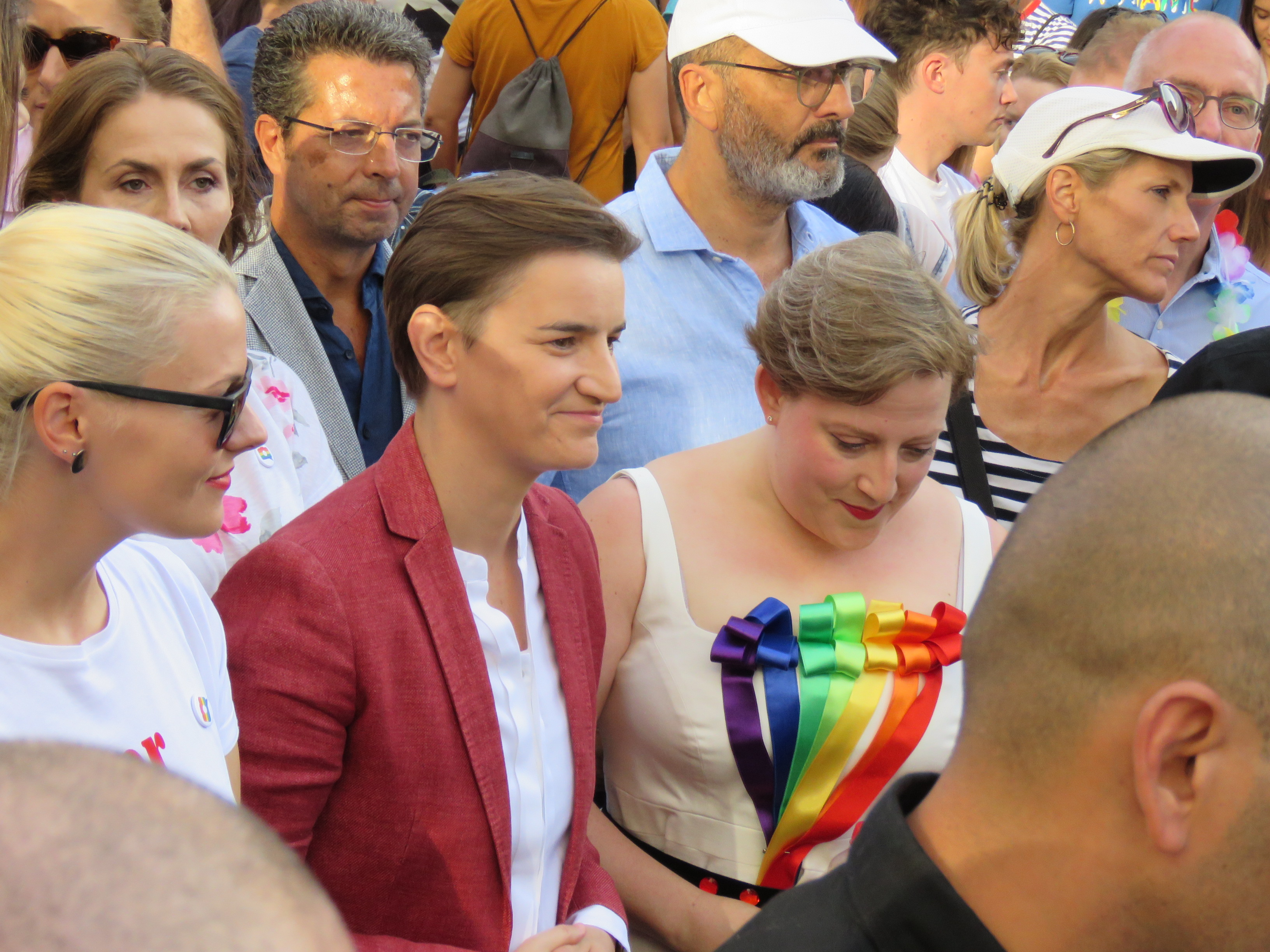
Srbská premiérka Ana Brnabićová na akci v roce 2019
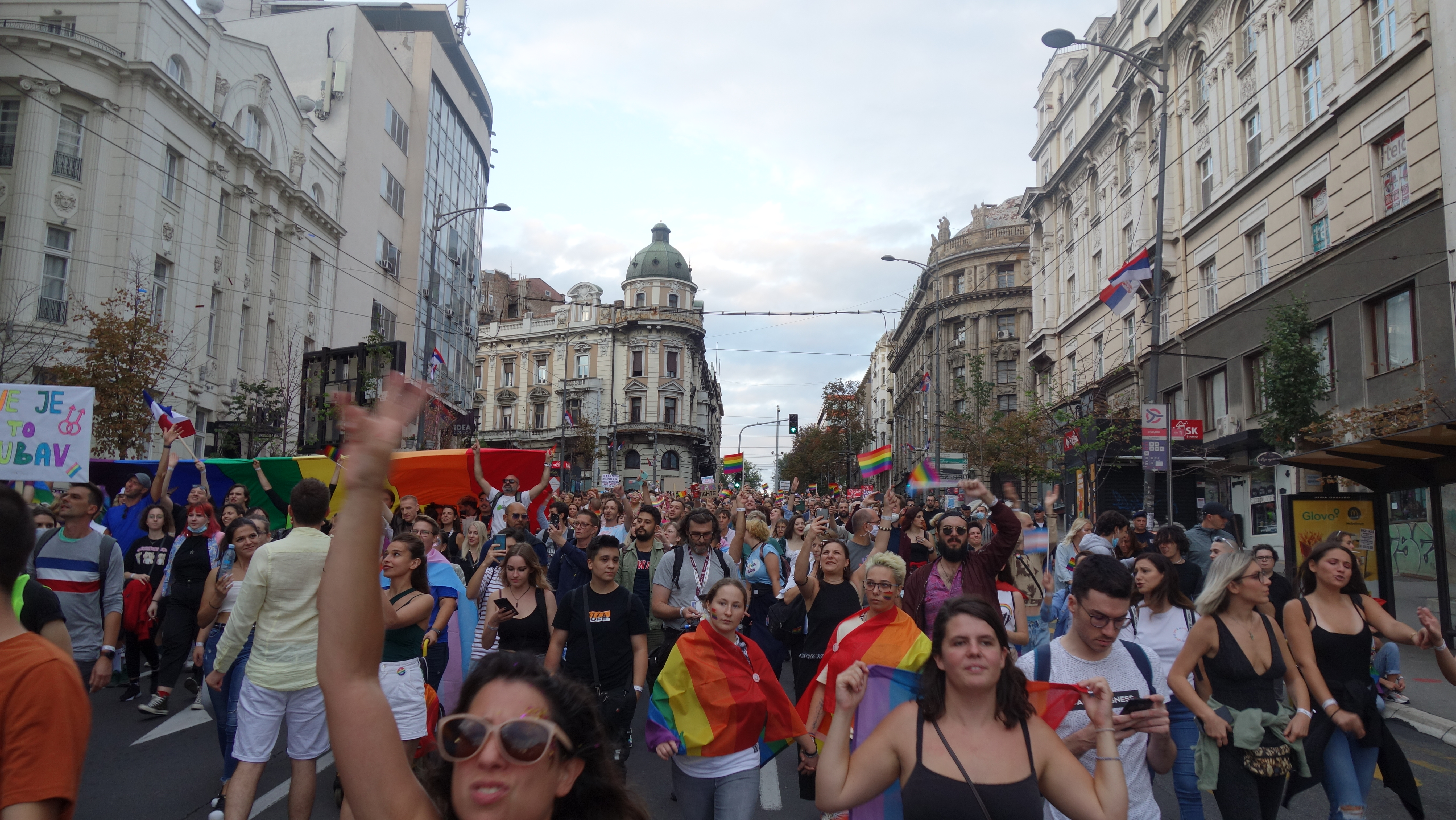
Belgrade Pride v roce 2021
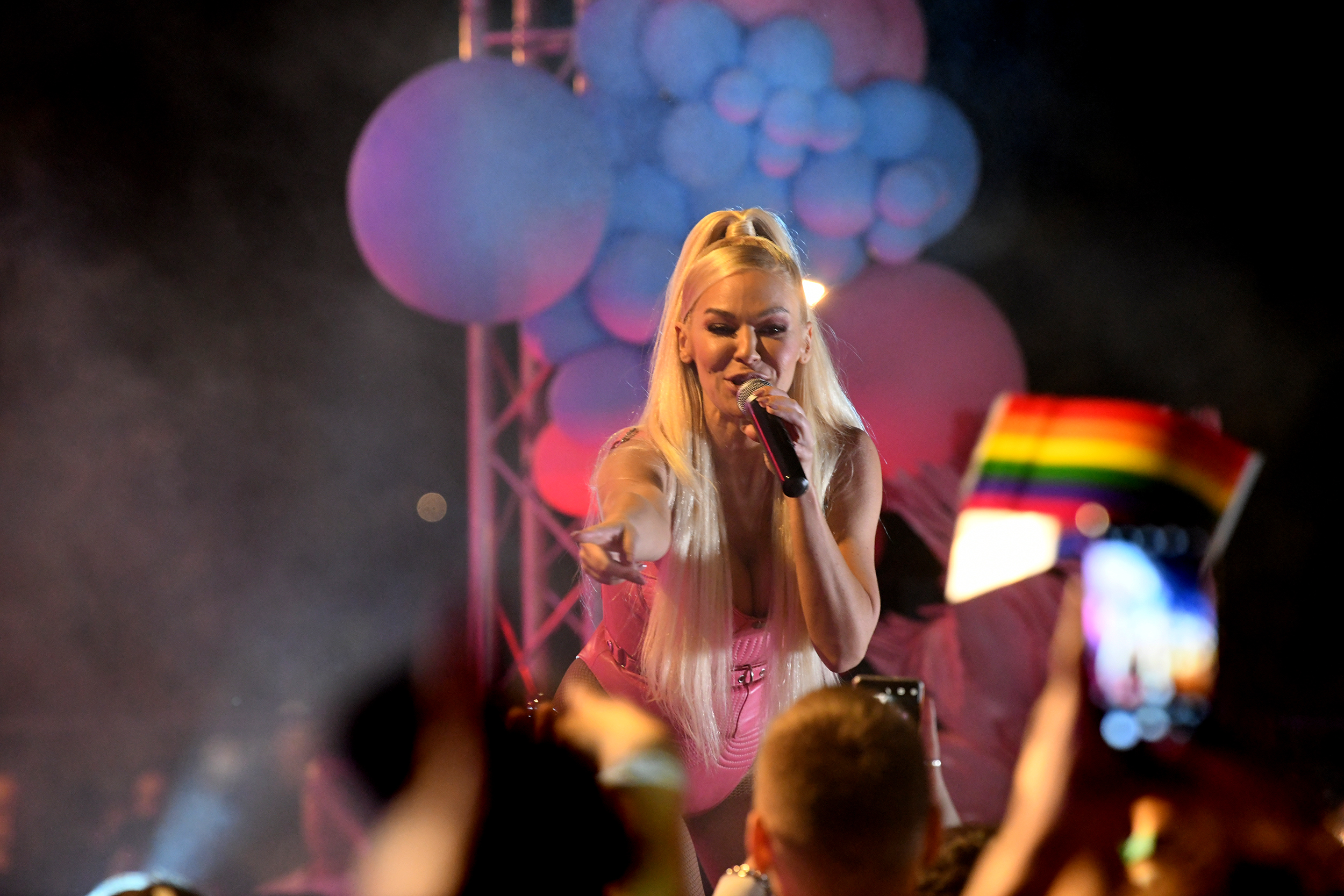
Nataša Bekvalacová na akci v roce 2021